# Ga Dongincheon
Ga Dongincheon (Tiếng Hàn: 동인천역, Hanja: 東仁川驛) là ga đường sắt trên Tàu điện ngầm Seoul tuyến 1 và Tuyến Gyeongin nằm ở Inhyeon-dong, Jung-gu, Incheon. Nửa đêm, hai chuyến tàu tốc hành neo đậu.

## Lịch sử
- 18 tháng 9 năm 1899 : Bắt đầu kinh doanh với tên ga Chukhyeon với việc khai trương Tuyến Gyeongin giữa Incheon và Noryangjin[2][3]
- Năm 1908: Nhà ga di chuyển đến vị trí hiện tại[4]
- 25 tháng 4 năm 1926: Đổi tên nhà ga thành Ga Sangincheon (上仁川驛)
- 1 tháng 6 năm 1948: Tên ga được khôi phục thành Ga Chukhyeon[5]
- 1 tháng 7 năm 1955: Tên ga đổi thành Ga Dongincheon
- 15 tháng 8 năm 1974: Bắt đầu hoạt động của Tàu điện ngầm vùng thủ đô Seoul
- 10 tháng 4 năm 1989: Hoàn thành nhà ga do tư nhân tài trợ
- 21 tháng 12 năm 2005: Dịch vụ tốc hành được mở rộng đến đoạn Tuyến Gyeongin của Tuyến 1
- 1 tháng 12 năm 2009: Nhà ga bán vé đường sắt bị dỡ bỏ
- Tháng 05 năm 2015: Hoàn thành lắp đặt cửa chắn sân ga
- 7 tháng 7 năm 2017: Bắt đầu dịch vụ tốc hành đặc biệt Tuyến 1 Tuyến Gyeongin

## Bố trí ga
| ↑ Dowon   | ↑ Jemulpo        | ↑ Jemulpo        | ↑ Jemulpo        | ↑ Jemulpo        | Dowon ↓   |
| ↑ Dowon   | ↑ Juan           |                  |                  |                  | Dowon ↓   |
| １        | ２               |                  |                  | ３               |           |
| ↑ Incheon | Bắt đầu·Kết thúc | Bắt đầu·Kết thúc | Bắt đầu·Kết thúc | Bắt đầu·Kết thúc | Incheon ↓ |

| 1 | ● Tuyến 1 | Địa phương                 | ← Hướng đi Uijeongbu · Dongducheon · Yeoncheon                          |
| 2 | ● Tuyến 1 | Tốc hành·Tốc hành đặc biệt | ← Hướng đi Bupyeong · Guro · Yongsan →Một số chuyến tàu kết thúc tại ga |
| 3 | ● Tuyến 1 | Tốc hành·Tốc hành đặc biệt | → Kết thúc tại ga này                                                   |
| 4 | ● Tuyến 1 | Địa phương                 | → Hướng đi Incheon →                                                    |

## Xung quanh nhà ga
- Nhà thờ Anh giáo Nhà thờ Công giáo Naedong
- Công viên khu phố Songhyeon (Bảo tàng Sudoguksan Daldongne)
- Công viên Jayu (Incheon)
- Nhà hát Aegwan
- Nhà thờ Công giáo Dapdong
- Trường trung học nữ sinh Inil
- Trường tiểu học Inseong
- Trường trung học nữ sinh Inseong
- Trường trung học nữ sinh Inseong
- Trường trung học công nghiệp thông tin Incheon
- Trung tâm văn hóa Jung-gu (Trường trung học nữ sinh Incheon cũ)
- Trung tâm Văn hóa và Giáo dục Học sinh Thành phố Incheon (Trước đây là Trường Tiểu học Chukhyeon)
- Hwapyeong-dong Naengmyeongolmok
- Inhyeon-dong Samchigolmok
- Songhyeon-dong Sundaegolmok
- Chợ Jungang Incheon (Chợ Yankee)
- Phố sách cũ Baedari ở Changyeong-dong
- Chợ Songhyeon
- Trung tâm an ninh công cộng Chukhyeon
- Nhà thờ Naeri
- Thư viện Hwadojin
- Chợ Sinpo
- Daehan Seorim
- Ga Sinpo trên Tuyến Suin–Bundang của Tàu điện ngầm vùng thủ đô Seoul